# Laird Hamilton
Laird Hamilton (född Laird John Zerfas) föddes 1964 i San Francisco, USA och är en av de mest inflytelserika surfarna. Hans far var grek och hans mor var svensk. Tillsammans med ishockeyspelaren Chris Chelios försökte han ställa upp som det första grekiska rodellaget i Vinter-OS i Nagano 1998.
Hamilton har även gjort ett par filmroller, han syns bland annat i The Descendants från 2011.
Laird Hamilton driver där till bolaget Laird Superfoods som är listade på New York Stock Exchange